# Camellia purpurea
Camellia purpurea là một loài thực vật có hoa trong họ Theaceae. Loài này được H.T.Chang, H.S.Wang & B.H.Chen mô tả khoa học đầu tiên năm 1983.